# Sison (Surigao del Norte)
Siaon è una municipalità di quinta classe delle Filippine, situata nella Provincia di Surigao del Norte, nella Regione di Caraga.
Sison è formata da 12 baranggay:
- Biyabid
- Gacepan
- Ima
- Lower Patag
- Mabuhay
- Mayag
- Poblacion (San Pedro)
- San Isidro
- San Pablo
- Tagbayani
- Tinogpahan
- Upper Patag